# Sinspelt
Sinspelt (Sënspelt en Luxembourgeois) est une municipalité allemande située dans le land de Rhénanie-Palatinat et l'arrondissement d'Eifel-Bitburg-Prüm.

## Lieux et monuments

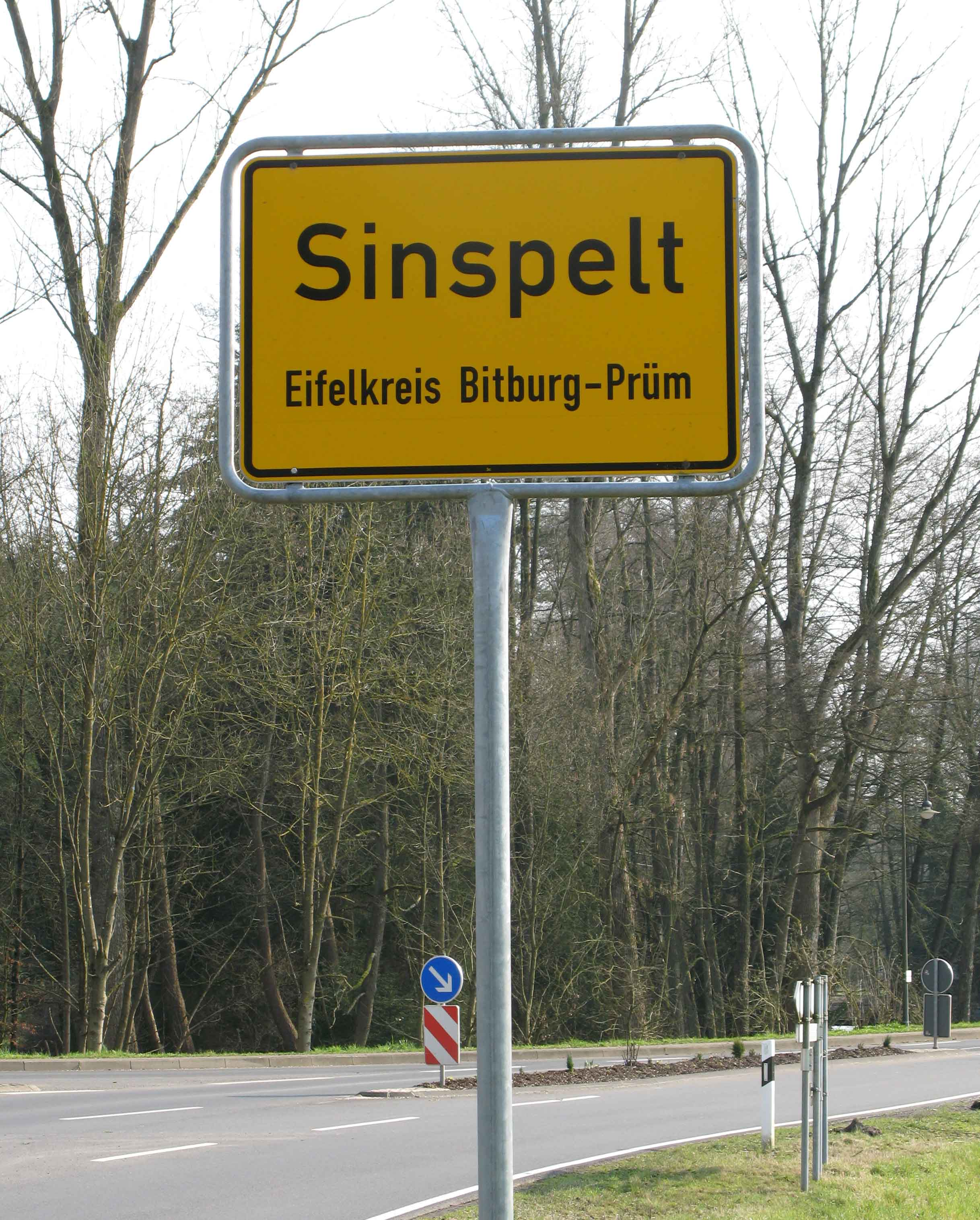